# Hedgewars
Hedgewars — вільна багатоплатформна комп'ютерна гра в жанрі покрокової стратегії, артилерії. Існують версії для FreeBSD, Linux, Windows і Mac OS X. Портована під iOS і Android (альфа-версія). Розробляється спільнотою добровольців.

## Ігровий процес

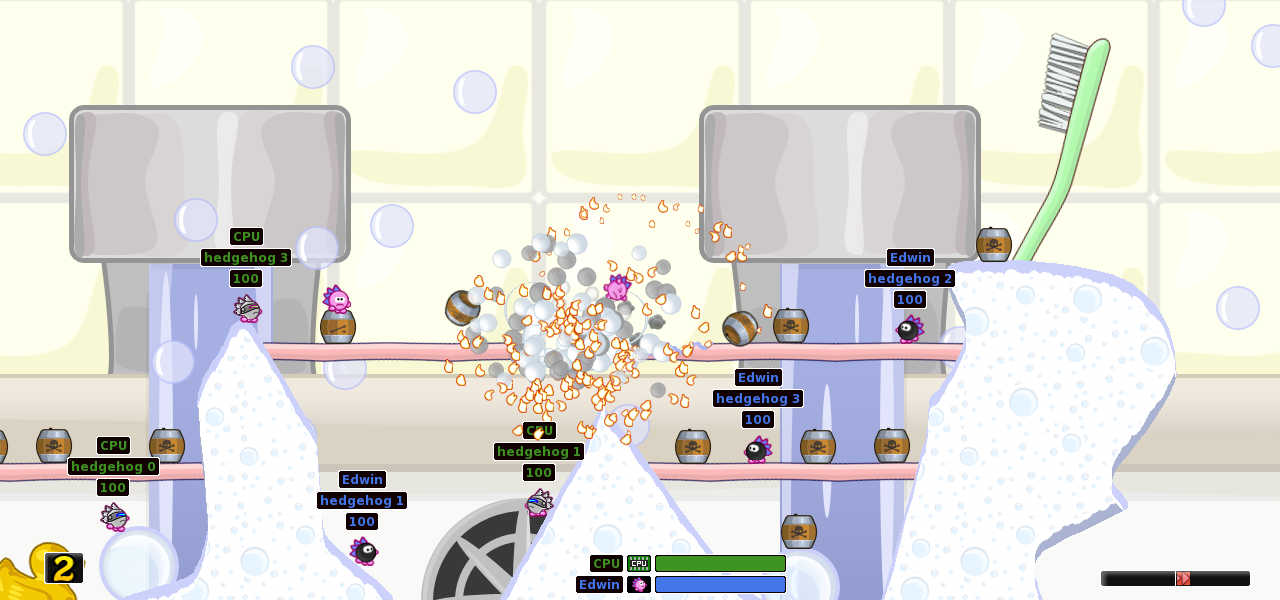
Один з рівнів гри

Джерелом натхнення для розробників стала серія ігор Worms. Як наслідок, гра запозичила з неї багато аспектів.
Кілька команд, що складаються з їжаків, намагаються знищити одна одну за допомогою різноманітної зброї. Команди ходять тільки послідовно, на кожен хід дається певний час. Під час гри даються бонуси, відкривається нова зброя.

### Зброя
У розпорядженні гравця знаходиться понад 50 видів зброї, включаючи динаміт, базуку, бейсбольну биту, телепорт, напалм, камікадзе, кавунову бомбу, гранату, рушницю та інші. Зброя і багато параметрів налаштовується через меню вибору зброї. Більшість зброї, за допомогою вибухів, спотворюють місцевість, відриваючи від неї шматки. Зброя також завдає шкоди їжакам, залежно від того, яку зброю використано, і як вона влучила в їжака. Збиток зараховується по закінченню ходу.

### Ландшафт
Ландшафт островів являє собою завислі над водою шматки землі або обмежену печеру з водою на дні.

### Їжаки
Персонажі гри являють собою налаштовуваних рожевих їжаків. Команди можуть мати різні голоси, форти, кожен їжак може виглядати по-своєму завдяки «капелюхам». Назви окремих їжаків або команд також можуть бути змінені. Їжак вмирає, якщо його здоров'я падає до нуля або якщо він потрапляє у воду. З останнього випадку є два винятки: 1) їжак в летючій тарілці може плавати під водою, поки не скінчиться пальне; 2) за досить високої швидкості і малого кута між напрямком руху їжака і поверхнею води їжак може відскочити від неї (цей принцип лежить в основі так званих «млинців»), чим користуються досвідчені гравці при пересуванні з мотузкою.

### Режими гри
Кілька гравців можуть зіграти один проти одного, як правило, кожен з них за допомогою однієї команди. В даний час існує чотири ігрові режими: тренування, проти комп'ютера, hotseat або мережева гра (якщо всі гравці використовують однакову версію гри). Останні два режими можуть бути поєднані шляхом додавання одному з мережевих гравців декількох команд, які будуть використовуватися декількома гравцями як при hotseat.

## Розробка
Hedgewars розробляється різними мовами програмування, зокрема: Free Pascal для движка, C++ для GUI, Haskell для сервера, Lua як скриптова мова в картах.
Крім того, графічний інтерфейс написаний з використанням бібліотек SDL і Qt4.

### Розробники
Основні розробники:
- unC0Rr — творець гри,
- displacer (з 2008 року, нині бездіяльність),
- nemo (з 2008 року дотепер),
- koda — підтримка версій для iOS і OS X,
- sheepluva,
- Henek (з 2009 року дотепер),
- mikade — розробник ігрових місій,
- Xeli — творець версії для Android,
- burp — розробник API (з 2008 року дотепер),
- Wuzzy — скрипти і т. д. (раніше доброволець, в команді з 2017 року).

## Факти
- Карта Lonely Island нагадує однойменну карту з гри WarMUX.